# Julia Scharf

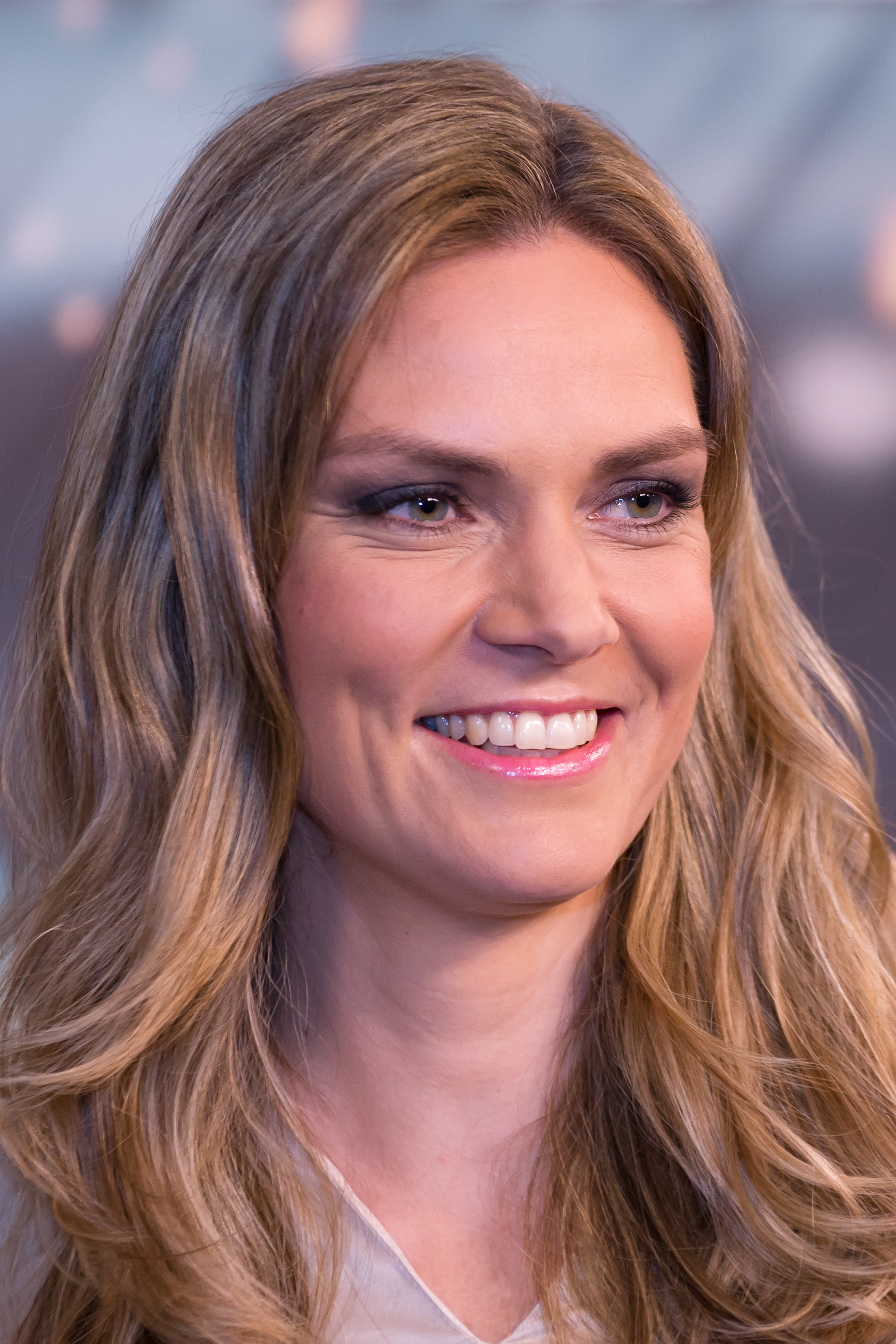
Julia Scharf, 2018

Julia Scharf (bürgerlich Julia Scharf-Mosler; * 3. Januar 1981 in Gera) ist eine deutsche Fernsehmoderatorin.

## Leben und Karriere
Scharf lebte bis zum Mauerfall in der DDR, siedelte dann aber mit ihrer Familie nach Oberbayern über, wo sie in Zorneding aufwuchs und die Schule im Jahr 2000 mit dem Abitur abschloss. Im Anschluss studierte sie von 2001 bis 2006 Sportwissenschaften – Medien/Kommunikation an der TU München. Über verschiedene Praktika, Hospitanzen und Moderationen kam sie 2008 zum DSF. Ab Sommer 2010 war sie Moderatorin von Bundesliga Pur und der Sport1 News. Zudem war sie Field-Reporterin bei LIGA total!. Seit Ende November 2011 moderiert sie im SWR Fernsehen neben Sport im Dritten auch Sport-Extra-Sendungen und Sport am Samstag. Außerdem moderiert sie den Sportteil in den Tagesthemen und Turnveranstaltungen in der ARD. Für das Erste moderiert sie das Skispringen sowie seit den Olympischen Spielen 2014 in Sotschi auch Ski Alpin. Außerdem moderiert sie seit August 2014 die Sportschau am Sonntag.
Seit 11. April 2016 moderiert sie Blickpunkt Sport im BR Fernsehen und präsentiert außerdem den Sportblock in der Rundschau. 2018 moderierte sie in der ARD die Berichterstattung der Spiele der Fußball-Weltmeisterschaft 2018 in Russland.
Scharf wohnt in München und ist Mutter von zwei Töchtern. Seit dem 13. Juni 2013 ist Scharf mit dem Marketingmanager und ehemaligen Leichtathleten Michael Mosler verheiratet.

## Moderationen

### Fortlaufend

#### Als Moderatorin
- seit 2011: Sport im Dritten, Sport am Samstag, Sport extra, SWR Fernsehen
- seit 2011: Tagesthemen – Sportteil, Das Erste
- seit 2011: Sportschau live: Turnen, Das Erste
- seit 2013: Sportschau live: Ski alpin und Kanu, Das Erste
- seit 2014: Sportschau am Sonntag, Das Erste
- seit 2016: Blickpunkt Sport, BR Fernsehen
- seit 2016: Rundschau – Sportteil, BR Fernsehen
- seit 2019: Abendschau, BR Fernsehen

#### Als Interviewerin
- seit 2011: Sportschau live: Skispringen, Das Erste
- seit 2014: Sportschau live: DTM und Turnen, Das Erste

### Ehemals/Einmalig

#### Als Moderatorin
- 2010–2011: Sport1 News, Sport1
- 2010–2011: Bundesliga Pur, Sport1
- 2013–2021: Sportschau Club, Das Erste

#### Als Interviewerin
- 2008–2011: Bundesliga live, LIGA total!